# Gilbert Robin (médecin)
Pour les articles homonymes, voir Gilbert Robin et Robin.
Gilbert Robin (1893-1967) est un psychiatre français, spécialiste de l'enfance et de l'adolescence, connu comme romancier et essayiste sous les pseudonymes de « Gil Robin » et de « Docteur G. Durtal ».
Il fut l’un des premiers médecins français à s’intéresser à la psychanalyse et à visiter Sigmund Freud (1928). Il chercha à élargir le champ de la compréhension des troubles mentaux à d’autres disciplines que la psychiatrie, s'intéressant à la philosophie. Membre du « Groupe d’études philosophiques », il fut dans sa jeunesse en contact avec les premiers membres du surréalisme.
Promoteur d’une « orthopédie mentale » fondée sur la psychologie de l’enfant, Gilbert Robin milita longtemps pour une meilleure compréhension des comportements déviants observés chez les enfants et les adolescents. 
Il fut responsable des pages Actualités Psychologiques au magazine Les Nouvelles Littéraires, auteur d’articles pour L'Esprit Médical, Le Bulletin Médical, et écrivit de nombreux romans (La prison de soie, Noël Mathias, La femme et la lune), d’études, entre autres sur Louis II de Bavière.

## Biographie
Après des études secondaires au lycée de Charolles (Saône-et-Loire), Gilbert Robin obtient son baccalauréat (Lettres) à Lyon, en 1911. Pour accéder à la faculté de médecine de Paris, il prépare le certificat d’études physiques, chimiques et naturelles.

### Entre psychiatrie et psychanalyse
Durant ses années d’internat, il collabore avec les docteurs M. Pactet, L. Cornil et H. Colin avec qui il publie des articles sur les troubles mentaux (mélancolie post-traumatique, symptômes de paralysie générale, méningo-encéphalite) des blessés de guerre qui peuplent alors les services des hôpitaux psychiatriques par lesquels il passe. Il y étudie également les différentes formes des pathologies psychiques et respiratoires de l’encéphalite épidémique chez l’enfant dont il se sert dans le cadre de sa thèse qu’il soutient en 1923. C’est, enfin, durant cette période qu’il commence à s’intéresser à la psychanalyse. En 1924, il coécrit un article pour la revue belge Le Disque Vert qui consacre un numéro spécial à « Freud et la psychanalyse ». L’année suivante, il est nommé chef de clinique du Pr Claude à l’hôpital Lariboisière, où il participe, avec les docteurs Cénac et Montassut, à la création d'une consultation externe pour adultes. C’est sur l’intervention de Georges Heuyer qu’est confié aux docteurs Gilbert Robin et Pierre Mâle, la consultation de neuropsychiatrie infantile.
Dans le même temps, il se penche sur le problème de l’hygiène mentale des enfants nerveux dans le cadre de la surveillance médicale de l’école d’arriérés de Clamargeran (Essonne) et du centre horticole d’Arnouville-lès-Gonesse (Val-d'Oise). Sa méthode qui consiste à étudier les conditions psychiques du développement de l’enfant et de voir comment elles participent à l’édification de sa personnalité, l’amène à rejeter l’idéologie des dons qui se développeraient indépendamment du contexte social. Dans sa pratique, la conjugaison des données issues de la psychiatrie et de la neurologie avec celles de la psychanalyse va, dès lors, constituer son angle d’approche privilégié dans le traitement des enfants dont il a la charge.

### Un don d'ubiquité
En avril 1925, il collabore au premier numéro de L'Évolution psychiatrique, codirigé par René Laforgue et Angelo Hesnard, et co-publie avec Adrien Borel Les rêveurs éveillés. Cet ouvrage pointe à partir d’observations de cas « morbides », les dangers liés à cette « tendance à la rêverie ». L’année suivante, il s'installe en pratique libérale et publie son second livre intitulé Les Haines familiales dans lequel il analyse les motifs à l’origine de certains conflits tragiques entre membres d’une même famille. En juillet 1926, il participe avec un collectif de psychiatres français au premier congrès des psychanalystes de langue française à Genève ainsi qu’à celui, peu de temps après, de neuro-psychiatrie à la suite duquel il dénonce le langage abscons de cette science dont la terminologie pédante l’empêche de se diffuser en dehors des cercles réservés.
En 1926, débute également sa collaboration au journal Les Nouvelles Littéraires où, à partir de comptes rendus succincts des travaux de ses collègues psychiatres, il informe les lecteurs de l’actualité des théories psychologiques en lien avec certaines anomalies mentales. Très proche de la Société psychanalytique de Paris, Gilbert Robin va, cependant, privilégier cette activité de chroniqueur qui lui permet d’exercer ses talents d’essayistes littéraire et d’acquérir, par la même occasion, une plus grande notoriété. C’est, enfin, l’occasion pour lui de se rapprocher des problèmes quotidiens des parents et des éducateurs en charge d’enfants difficiles qui le sollicitent régulièrement dans le courrier des lecteurs. Solidaire de l’entreprise de réforme pédagogique menée par La Nouvelle Éducation que dirige Roger Cousinet et la montessorienne Madeleine Guéritte, il y adhère en décembre 1926. Confronté à des enfants et des adolescents en souffrance dont les causes ne sont pas, pour la plupart, d’ordre organique mais davantage issues du modèle éducatif traditionnel, Gilbert Robin va développer une thèse originale pour l’époque, celle de « L’Enfant sans défaut ».

### L'enfant sans défaut
Dans cet ouvrage publié en 1930, il soutient l'hypothèse que les « défauts » de l’enfant ne sont que les effets de la maladie ou d’une mauvaise éducation. Dans les années 1920, cette approche invite les médecins mais aussi les parents à considérer l’enfant comme un être possédant une mentalité propre, distincte de celle de l’adulte qui ne peut en saisir les multiples facettes qu’à condition d’en connaître les principaux rouages. Admirateur de l’œuvre de Freud dont il tente de promouvoir certaines des idées, Gilbert Robin multiplie alors les actions de prévention en faveur d’une meilleure connaissance des troubles des conduites chez l’enfant et l’adolescent. Il en expose les motifs à Radio Tour Eiffel, tient des conférences sur le sujet, et y consacre des articles. Il publie, sur ce même thème, L’enfant distrait et inattentif en 1932, La paresse est-elle un défaut ou une maladie ? en 1932 et Les drames et les angoisses de la jeunesse en 1934.

### Dépister l'enfance en danger
Gilbert Robin souhaite que les parents et les éducateurs soient en mesure de déceler, dès les premiers symptômes, les enfants en danger dont la prise en charge éviterait que leur état ne s’aggrave. Il développe ses idées dans Les troubles nerveux et psychiques de l’enfant, guide pratique de dépistage et d’orientation éducative (1935) et de Comment dépister les anomalies mentales chez les tout-petits ? Guide pratique à l’usage des écoles maternelles et des jardins d’enfants (1936). En 1938, il publie Où envoyer nos enfants en vacances ? dans lequel il indique aux familles les effets bénéfiques des divers climats de la France selon les différentes formes de repos qu’imposent leurs tempéraments.
Il publie en 1939 un Précis de neuro-psychiatrie infantile. Certes, jusque-là, les principes de neuro-psychiatrie et de psychologie clinique, de médico-pédagogie, de clinique psychanalytique, de psychothérapie, de rééducation et de réadaptation étaient connus des spécialistes. Éparpillées dans divers journaux scientifiques ou dans des communications aux Sociétés spécialisées, ces notions, désormais rassemblées dans cet ouvrage, allaient permettre d’affronter le problème de « l’enfance anormale » avec l’exigence que demandait alors le traitement de ce type de problème social. Avec ce livre, à la clarté d’exposition rarement atteinte dans ce domaine, Gilbert Robin se voit, ainsi, consacré comme l’un des principaux chefs de file de la psychiatrie infantile avant la Seconde Guerre mondiale.

### L'hygiène morale comme remède au déclin de l'autorité
Gilbert Robin publie en 1942 L’éducation des enfants difficiles dans lequel il développe des « Principes élémentaires d’éducation ». Cet acte prescriptif constitue une nouveauté dans ses écrits. À l’inverse d’Henri Wallon, Gilbert Robin va édicter un système de règles en direction des éducateurs. Dans son livre Le déclin de l’autorité et la jeunesse actuelle (1962), il étudie les causes et les remèdes de ce qu’il considère comme une crise sociale. Dans une société où les adultes souffrent, selon lui, d’infantilisme, les enfants ont, plus que jamais, besoin d’une éducation qui ne les abandonne pas à leurs caprices. Les « éléments d’hygiène morale » qu’il préconise s’inscrivent dans un plan de sauvetage d’une autorité parentale qui fait désormais défaut dans ces années d’après guerre.
Loin d’être un défenseur d'une morale traditionnelle, Gilbert Robin estime que parmi les facteurs à l’origine de cette faillite, certaines doctrines nouvelles ont leur part de responsabilité. Leurs promoteurs, ces « théoriciens de l’indulgence » sont responsables d’un relâchement des mœurs et du reniement de certaines valeurs sur lesquelles se sont péniblement édifiées les civilisations. S’il ne les évoque pas dans Les difficultés scolaires chez l’enfant et leur traitement (1962), il les condamnera dans son texte posthume Contre l’Éducation nouvelle (1968). Véritable réquisitoire contre ces « séduisantes théories » (où) la notion de confiance et de liberté l’emporte sur celle d’effort et de conquête de soi-même », ce livre à double frontispice pointe les responsables que sont Maria Montessori et Ovide Decroly, artisans de « La Nouvelle Éducation » dont ils seraient, en même temps, les principaux apôtres et les grands coupables.

### Essayiste
Il est l'auteur de plusieurs essais littéraires. Auteur de romans sous le pseudonyme de Gil Robin, (Noël Mathias, Prix du Siècle Médical, 1929 ; Grandeur et servitude médicale, 1932), il est l'auteur d’une pièce de théâtre (L’Empire, 1943) sous le pseudonyme de Jean Sevin. En 1957, il publie sous le nom de G. Durtal, Journal d’un psychiatre dans lequel il revient sur certains épisodes de sa vie. Dans Vocation spirituelle du psychiatre (1966), il évoque les étapes de son initiation médicale en témoignant, d’une part, de l’évolution de la psychiatrie en France et en montrant, d’autre part, les difficultés de ce métier. Au cours des années 1960, il publie deux essais sur la vie de monarques pour lesquels il met en lien leur destin et des troubles psychologiques : Louis II de Bavière, vu par un psychiatre, 1960 ; L’énigme sexuelle d’Henri III, 1964).
Gilbert Robin meurt en 1967.

## Publications
- Les Rêveurs éveillés (en collaboration avec Adrien Borel), coll. « Les Documents bleus » (no 20), Paris, Gallimard, 1925.
- Les Haines familiales, Paris, Gallimard, 1926.
- Études de nu, Paris, NRF [Gallimard], coll. « Une œuvre, un portrait », 1927.
- L'Enfant sans défauts, Paris, Flammarion, 1930.
- Précis de neuropsychiatrie infantile, Paris, Doin, 1939.
- L'Éducation des enfants difficiles, Paris, PUF, coll. « Que sais-je ? », 1942.
- Louis II de Bavière vu par un psychiatre, Wesmael-Charlier, 1960.
- L'Énigme sexuelle d'Henri III, Wesmael-Charlier.
- Vocation spirituelle du psychiatre, France-Empire, 1966.
- La paresse est-elle un défaut ou une maladie ?, Paris, Flammarion, 1932.
- Les Drames et les Angoisses de la jeunesse, Paris, Flammarion.
- Grandeur et servitude médicales, Paris, Flammarion.
- Les Troubles nerveux et psychiques chez l'enfant, Paris, Nathan.
- La Guérison des défauts et des vices, Paris, Del Duca.
- Journal d'un psychiatre, sous le pseudonyme de Docteur G. Durtal, Del Duca, Éditions Mondiales, 1957.